# Frank Bank
Frank Bank (12 de abril de 1942 - 13 de abril de 2013) fue un actor estadounidense, particularmente conocido por su papel de Clarence "Lumpy" Rutherford en la serie de televisión de comedia de situación de 1957-1963 Leave It to Beaver.

## Vida
Bank participó en 50 episodios de Leave It to Beaver entre el 24 de enero de 1958 y el final de la serie el 30 de mayo de 1963. A partir de entonces, fue elegido como Clarence Rutherford en 101 episodios de la secuela de la serie, The New Leave It to Beaver, que se emitió por televisión por cable de 1985 a 1989.  A partir de 1973, Bank se convirtió en corredor de bonos en su natal Los Ángeles. Su autobiografía, Call Me Lumpy: My Leave It To Beaver Days and Other Wild Hollywood Life, se publicó en 1997. 
Bank murió de cáncer el 13 de abril de 2013 en Rancho Mirage, California, un día después de cumplir 71 años. Le sobrevivieron su tercera esposa, Rebecca, cuatro hijas y cinco nietos.  Está enterrado en el cementerio Hillside Memorial Park en Culver City, California.   

## Filmografía

### Televisión
| Programa                          | Role             | Año(s)    |
| --------------------------------- | ---------------- | --------- |
| Ford Television Theatre           | Clarence Miggs   | 1952      |
| Father Knows Best                 | High schooler    | 1956      |
| Leave It to Beaver                | Lumpy Rutherford | 1958-1963 |
| Cimarron City                     | Henry Purdy      | 1959      |
| Bachelor Father                   | Jim Estabrook    | 1962      |
| 87th Precinct                     | Punk             | 1962      |
| Life with Archie                  | Archie           | 1962      |
| Match Game/Hollywood Squares Hour | Himself          | 1983      |
| The New Leave It to Beaver        | Lumpy Rutherford | 1983-1989 |

### Películas
| Película                 | Role              | Año  |
| ------------------------ | ----------------- | ---- |
| Cargo to Capetown        |                   | 1950 |
| The Story of Will Rogers | Young Will Rogers | 1952 |
| Leave It to Beaver       | Frank             | 1997 |

## Otras lecturas
- Bank, Frank; Gib Twyman (1 de julio de 1997). Call Me Lumpy. Lenexa, KS: Addax. ISBN 978-1461604235.